# Slappeterp
Slappeterp is een terpdorp in de gemeente Waadhoeke, in de Nederlandse provincie Friesland. Slappeterp ligt tussen Dronrijp en Ried. Ten noorden van Slappeterp ligt de Oudemeer en de Oudevaart (ook wel de Slappeterpstervaart genoemd). 
In 2023 telde het dorp 85 inwoners.

## Geschiedenis
Slappeterp is waarschijnlijk voor het begin van de jaartelling ontstaan op een lange kwelderwal. Anders dan het dorp Schingen, dat iets zuidelijker ligt, heeft Slappeterp geen states gekend. De plaats wordt in schriftelijke bronnen voor het eerst genoemd in de 13e eeuw als Slepelterp, in 1469 was er sprake van Slepperdorp.
Het dorp bestond lang uit een kerk en een aantal boerderijen met arbeiderswoningen en was daarmee een echte agrarische nederzetting. In de 19e eeuw kwamen er enkele niet-agrarische gebouwen, maar de plaats groeide nauwelijks. Het dorp bestaat anno 2018 nog altijd uit een kleine kern op de oude terp met daaromheen verspreide bebouwing.

## Kerk
De vroegere kerk van Slappeterp raakte eind 18e eeuw in verval en werd in de 19e eeuw een ruïne. In 1826 werd de kerk opgeknapt en waarschijnlijk grotendeels herbouwd. De huidige kerk van Slappeterp is in 1926 nieuw gebouwd.

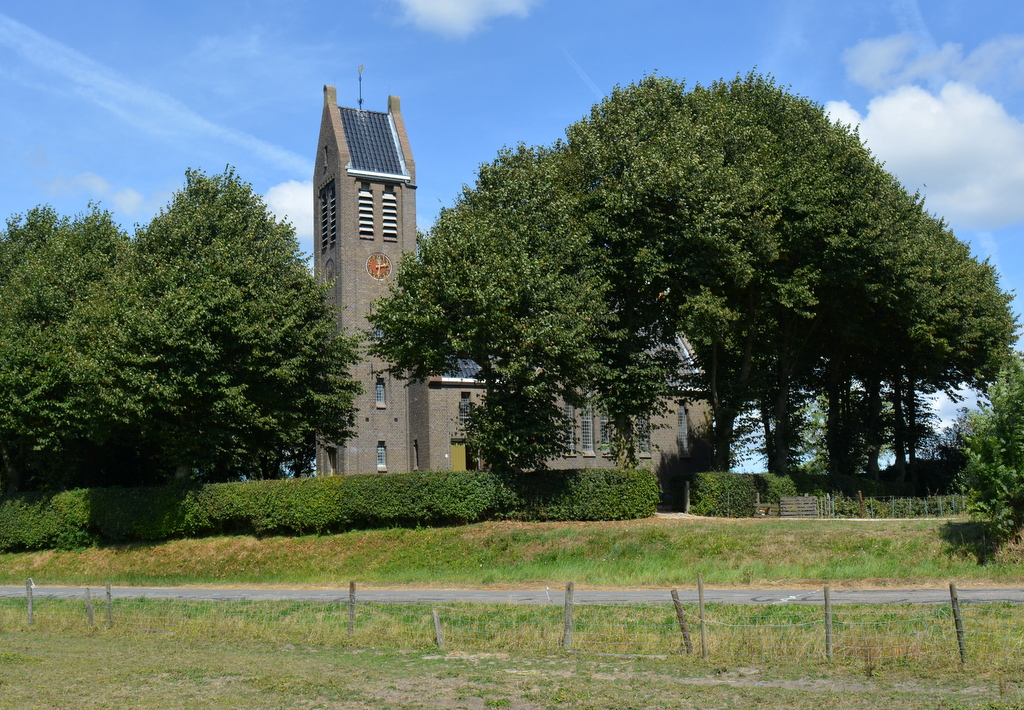
Kerk van Slappeterp

## Cultuur
Op cultureel vlak hebben de dorpen Slappeterp en Schingen een aantal gezamenlijke faciliteiten. Aan de Slappeterpsterdyk staat het gezamenlijke dorpshuis.
Er ligt een kleine camping ten noordwesten van het dorp.